# شركة تمكين للتأمين
شركة تمكين للتأمين الإسلامي هي شركة مساهمة فلسطينية، أسست بموجب قانون الشركات رقم 12 لسنة 1964. تأسست في شهر أغسطس عام 2016 وهي ثاني شركة ذات طابع إسلامي تأميني إسلامي، برأس مال يبلغ أثنا عشر مليون دولار أمريكي. في عام 2021 استحوذت الشركة على 10% من اجمالي سوق فلسطين للتأمين. يتمثل نشاط شركة تمكين للتأمين الإسلامي في تقديم كافة أنواع خدمات التأمين بما في ذلك تأمين المركبات والتأمين الصحي وتأمين العمال والممتلكات والأموال وتأمين المعدات وتأمين البيوت وتأمين المهن الطبية.